# Salas (distrito de Lambayeque)
Salas é um distrito do Peru, departamento de Lambayeque, localizada na província de Lambayeque.

## Transporte
O distrito de Salas é servido pela seguinte rodovia:
- LA-100, que liga a cidade de Motupe ao distrito de Incahuasi
- LA-101, que liga a cidade de Motupe ao distrito de Incahuasi
- LA-100, que liga a cidade ao distrito de Motupe [1][2][3]